# Adrien Mörk
Adrien Mörk (* 19. September 1979 in Montbéliard, Frankreich) ist ein französischer Berufsgolfer der europäischen Challenge Tour. Er ist der erste Golfer in der Geschichte der professionellen europäischen Turnierserien, der eine Runde unter 60 Schlägen, und zwar eine 59, absolvieren konnte.
Dieses Traumergebnis gelang Mörk am 26. Mai 2006 bei der zweiten Runde der Marokko Open, am Golf du Soleil (Par 71) Kurs in Agadir. Er verzeichnete auf seiner Scorekarte einen Eagle, zwölf Birdies, vier Pars und ein Double-Bogey, das ihm die absolute Weltbestleistung gekostet hat. Auf der nordamerikanischen PGA TOUR konnten bis dahin drei Spieler ebenfalls eine 59er Runde verbuchen, Al Geiberger (1977), Chip Beck (1991) und David Duval (1999). Die 19 Birdies, die Mörk auf den ersten zwei Runden des Turnieres erzielen konnte, stellen jedenfalls eine Weltbestleistung dar. Nach zwei schwächeren Finalrunden gewann er das Event letztendlich nur mit einem Schlag Vorsprung.
Aufgrund dieser Leistung erhielt Adrien Mörk eine Einladung zu einem European Tour Event, den Austrian Open 2006, konnte dort aber den Cut nicht überstehen. Nach einem weiteren Sieg auf der Challenge Tour erreichte er den 20. Platz in der Jahreswertung und qualifizierte sich damit für die European Tour der Saison 2007. Am Ende der Spielzeit belegte er dort den 271. Rang in der European Tour Order of Merit und verfehlte die weitere Spielberechtigung deutlich.

## Turniersiege
- 2004 Memorial Olivier Barras (Alps Tour)
- 2005 Trophee Moroc Telecom (Alps Tour)
- 2006 Tikida Hotels Agadir Moroccan Classic, OKI Mahou Challenge (beide Challenge Tour)
- 2008 Open International du Haut Poitou (Alps Tour)